# Юлдашева, Сайёра
Сайёра Юлдашева (узб. Сайёра Йўлдошева, род. 1 января 1991) — узбекская шашистка (международные шашки и шашки-64), чемпионка Азии 2010 года по международным шашкам, призёр чемпионата Азии в программах быстрые шашки и блиц. Международный гроссмейстер по шашкам-64 (2013), международный мастер по международным шашкам (MIF). FMJD-Id: 15632.
Воспитанница Сайхунабадской школы шашек. Тренер — Алишер Артыков. Первая женщина-гроссмейстер по шашкам в Узбекистане. Победительница конкурса одарённой молодежи «Келажак овози» в номинации «Спорт» (2008 год).
Проживает в Ташкенте, выступает за столицу Узбекистана.
Учитель начальной школы.
2006 год
- В 15 лет в 2006 году выиграла первую золотую медаль — на национальном чемпионате в городе Самарканде

«Когда я с радостью вернулась домой, меня тепло приветствовали не только семья, но все родственники, друзья»
.
В том же первую золотую медаль на международной арене — на чемпионате Азии в казахском городе Актобе.
В том же году участвовала в чемпионате мира по международным шашкам среди кадетов.
2011
- На чемпионате мира по международным шашкам 2011 года заняла 13 место.